# Kocherscheid
Kocherscheid ist eine Ortschaft in der Gemeinde Windeck im Rhein-Sieg-Kreis.

## Lage
Kocherscheid liegt in einer Höhe von 230 bis 270 m ü. NHN auf dem Leuscheid. Nachbarorte sind Röhrigshof im Nordosten, Kuchhausen im Südwesten und Eutscheid im Nordwesten.

## Geschichte
1894 wurde die evangelische Volksschule für die umliegenden Orte eingerichtet.
1910 gab es in Kocherscheid 21 Haushalte: Bleilöter Edwin Amm, Ackerer Christian Bitzer, Ackergehilfe Christian Bitzer, Ackerer Wilhelm Bitzer, Maurer Heinrich Gerhard Breuer, Ackerer Wilhelm Engel, Ackerer Friedrich Wilhelm Franz, Ackerer Bernhard Fuchs, Ernst Heinrich Fuchs, Heinrich Gerhard Fuchs, Ackerer und Händler Johann Gerhard Fuchs, Ackerer Johann Wilhelm Fuchs, Ackerer Robert Fuchs und Händler Wilhelm Fuchs. Maurer Karl Griesenbach, Ackerer Friedrich Wilhelm Ludwigs, Ackergehilfe Ewald Ludwigs, Maurer August Stöber, Fabrikarbeit Robert Stöber,  Ackerer Wilhelm Stöber und Lehrer Theodor Schneider.
1924 wurde hier der Männergesangsverein Waldfrieden Mittelirsen gegründet und die Elektrizitätsgenossenschaft Irsental wieder aufgenommen.

## Persönlichkeiten
- Inge Brück (* 1936), Sängerin und Schauspielerin, wohnte hier in der alten Schule.[2]